# Fajge Ilanit
Fajge Ilanit (hebrejsky פייגה אילנית‎, rodným jménem Fajge Hindes, פייגה הינדס‎; 7. února 1909 – 14. července 2002) byla sionistická aktivistka, izraelská politička a poslankyně Knesetu za stranu Mapam.

## Biografie
Narodila se v Białystoku v tehdejší Ruské říši (dnes Polsko). V Polsku vystudovala střední školu. V roce 1929 přesídlila do dnešního Izraele, kde se stala od roku 1933 členkou kibucu Gan Šmu'el.

## Politická dráha
V mládí byla členkou sionistického hnutí ha-Šomer ha-ca'ir, od roku 1928 se podílela na výcviku jeho členů. Byla také členkou židovských jednotek Hagana. Angažovala se v ženském hnutí a v lize pro přátelství se Sovětským svazem. Byla členkou vedoucích orgánů strany Mapam.
V izraelském parlamentu zasedla po volbách v roce 1949, kdy kandidovala za Mapaj. Byla členkou parlamentního výboru mandátního, výboru pro vzdělávání a kulturu a výboru House Committee. Její syn Uri Ilan (1935–1955) byl zajat při tajné vojenské operaci na Golanských výšinách a následně spáchal sebevraždu v syrském vězení v Damašku.